# Дунаец (Глуховский район)
Дунаец (укр. Дунаєць) — село, Дунаецкий сельский совет,
Глуховский район, Сумская область, Украина.
Код КОАТУУ — 5921582301. Население по переписи 2001 года составляло 1254 человека.
Является административным центром Дунаецкого сельского совета, в который, кроме того, входят сёла Сутиски и Щебры.

## Географическое положение
Село Дунаец находится на расстоянии в 2,5 км от правого берега реки Эсмань.
На расстоянии до 2-х км расположены сёла Семёновка и Щебры.
По селу протекает речка Стрыжень, дамба при въезде в населённый пункт образует водоём.

## Происхождение названия
На территории Украины 2 населённых пункта с названием Дунаец.

## История
- На восточной околице села Дунаец обнаружено поселение раннего средневековья, неподалёку от села Щебры сохранились остатки древнерусского городища (ХІ-ХІІІ вв).
- Село Дунаец известно с первой половины XVII века.
- В селе Дунаец была Рождество-Богородицкая церковь. Священнослужители Рождество-Богородицкой церкви[2]:
  - 1781 - священник Федор Кондратович Лукашевич
  - 1843 - священник Никита Гусаковский
  - 1888 - священник Михаил Лубенцев
  - 1898 - священник Петр Троицкий
  - 1912 - священник Александр Рахинский
  - 1916 - священник Александр Васильев

## Экономика
- Колхоз им. Щорса — ООО им. Щорса — ЧП «Дунаецкое» — АгроИнвест

## Объекты социальной сферы
- Школа.
- Дом культуры
- Отделение связи

## Достопримечательности
- Братская могила советских воинов.
- Имение пана Скоропадского.[3].

## Известные люди
- Маркевич Николай Андреевич (1804—1861) — историк, этнограф, писатель, родился в селе Дунаец.
- Скоропадский Иван Михайлович (1805—1887) — украинский меценат и общественный деятель.

## Религия
- Церковь Святого Великомученика и Победоносца Георгия.